# Acquiescement (droit)
Pour les articles homonymes, voir acquiescement.
L'acquiescement, dans le domaine du droit, est l'adhésion expresse ou tacite donnée par une personne – ayant pouvoir de contracter – à un contrat ou à un acte judiciaire, ce qui implique sa renonciation aux voies de recours dont elle pourrait user ou aux nullités qu'elle pourrait invoquer.

## Droit québécois
L'acquiescement figure dans plusieurs dispositions du Code civil du Québec, notamment les articles 1535 , 1641 , 1642 , 1680 , 2412  et 2467  C.c.Q..